# Janez Pišek
Janez Pišek (* 4. Mai 1998 in Celje, Slowenien) ist ein slowenischer Fußballspieler.
Er spielte in seiner Jugend bei NK Celje und absolvierte dort seine erste Partie in der höchsten slowenischen Spielklasse. Seit August 2019 steht Pišek bei NK Domžale unter Vertrag. Zudem war er slowenischer Juniorennationalspieler.

## Karriere

### Verein
Am 23. Mai 2015 gab Janez Pišek im Alter von 17 Jahren sein Profidebüt in der höchsten slowenischen Spielklasse bei der 0:3-Niederlage im Heimspiel des NK Celje gegen ND Gorica. Diese Partie war in der Saison 2014/15 sein einziger Einsatz.
In der folgenden Saison spielte NK Celje in der ersten Qualifikationsrunde zur UEFA Europa League, schied allerdings dort gegen den polnischen Vertreter Śląsk Wrocław aus Breslau (polnisch Wrocław) aus. Dabei blieb der Spieler selbst in beiden Spielen ohne Einsatz. Im Ligaalltag kam Pišek anders als in seiner zweiten Saison zu elf Einsätzen und schoss dabei zwei Tore. Im slowenischen Pokal NK Celje das Finale, das aber nach Elfmeterschießen gegen NK Maribor, den größten Verein des Landes, verlorenging. Dabei gehörte Janez Pišek zum Kader, kam allerdings nicht zum Einsatz.
In der Saison 2016/17 kam er regelmäßiger zum Einsatz und spielte dabei öfters durch. Mit NK Celje schied Pišek im Achtelfinale gegen NK Krško aus.
Die Saison 2017/18 war dann sein endgültiger Durchbruch und in jener Spielzeit hat er lediglich in zwei Partien nicht gespielt.
Auch in der Saison 2018/19 gehörte Janez Pišek zu den Stammspielern, ehe er im August 2019 – nachdem er noch zu einigen Punktspielen für den Verein gekommen war – zum Ligakonkurrenten NK Domžale wechselte. In seiner ersten Saison in Zentralslowenien kam er öfters zum Einsatz. Der Durchbruch gelang ihm dann in der folgenden Saison. Mit einem Tor und drei Vorlagen in der Saison 2020/21 trug Pišek zur Teilnahme des Vereins an der Qualifikation zur UEFA Europa Conference League bei. NK Domžale setzte sich dort gegen den luxemburgischen Vertreter Swift Hesperingen sowie gegen den finnischen Verein FC Honka Espoo durch, ehe in der dritten Qualifikationsrunde der norwegische Rekordmeister Rosenborg Trondheim die Endstation bedeutete.

### Nationalmannschaft
Am 23. Mai 2013 absolvierte Janez Pišek sein erstes und einziges Spiel für die slowenische U15-Nationalmannschaft, als er gegen die USA zum Einsatz kam. In der Folge absolvierte er drei Partien für die U16-Auswahl und spielte ab 2014 für die U17-Nationalmannschaft Sloweniens, für die er auch drei Spiele in der Qualifikation für die U17-Europameisterschaft 2015 teilnahm. Insgesamt bestritt er 13 Partien und schoss ein Tor.
Für die slowenische U18-Nationalmannschaft lief Pišek in 15 Spielen auf. Mit der slowenischen U19-Auswahl, für die er im September 2015 debütierte, nahm er in der Qualifikation zur U19-Europameisterschaft 2017 teil und kam dort zu drei Einsätzen. Insgesamt absolvierte Janez Pišek für diese Altersklasse 18 Länderspiele.
Am 6. Juni 2017 spielte er bei der 0:1-Niederlage gegen Finnland erstmals für die slowenische U21-Nationalmannschaft. Mit dieser scheiterte er in der Qualifikation zur U21-Europameisterschaft 2019. Sein letztes von 24 Partien (drei Tore) war das 3:3-Unentschieden gegen Ungarn.